# Cattedrale del Sacro Cuore di Gesù (Rēzekne)
La cattedrale del Sacro Cuore di Gesù (in lettone: Rēzeknes Vissvētākās Jēzus Sirds Romas katoļu katedrāle) è la chiesa cattedrale della diocesi di Rēzekne-Aglona, si trova nella città di Rēzekne, in Lettonia.

## Storia e descrizione
In origine vi sorgeva nel luogo della chiesa attuale una chiesa di legno costruita nel 1685. La chiesa bruciò nel 1887 durante un temporale e l'anno successivo iniziarono i lavori per la nuova ed attuale chiesa in stile neoromanico, in seguito completata nel 1902 sotto la guida di Florian Viganovskis, dedicata nel 1904 e infine consacrata nel 1914.
Particolarmente interessanti sono gli altari neo-gotici in legno intagliato e decorati con figure di Gesù Cristo, la Vergine Maria, Santa Teresa e di altri santi. Inoltre significativi sono i dipinti sulle vetrate, che raffigurano i primi vescovi della Lettonia: San Meinrado e Sant'Alberto di Riga.
La chiesa è stata elevata a cattedrale il 2 dicembre 1995 con la bolla Ad aptius consulendum di papa Giovanni Paolo II, contestualmente all'erezione della diocesi di Rēzekne-Aglona.